# بتروفاك
شركة بتروفاك Petrofac رائدة في مجال النفط والغاز، مقرها في وستمنستر (وسط لندن) ولها فروع في أنحاء العالم منها الشارقة وبومباي وشياني في الهند. مدرجة في بورصة لندن وبلغ عدد موظفيها 15 ألف موظف في عام 2011 م.

## نبذة عامة
مجموعة بتروفاك المحدودة، شركة بريطانية رائدة في مجال خدمات حقول ومصانع كلا من النفط والغاز الدولية. مسجلة في جيرسي تحت رقم 81792. يقع مقر الشركة الرئيسي في شارع جيرمين بلندن ولديها مراكز في مختلف انحاء العالم مثل أبردين، الشارقة، ووكينغ، تشيناي، مومباي، دلهي، أبو ظبي، المملكة العربية السعودية وكوالالمبور غير 24 مكتب أخر في مختلف البلدان. تم إدراج الشركة في بورصة لندن ضمن مؤشر FTSE 250.

## التاريخ
في عام 1981، تم تأسيس الشركة كمصنع معياري لشركة في مدينة تايلر، تكساس، الولايات المتحدة. إدرجت في باديء الأمر في بورصة لندن عام 2005. مع حلول عام 2010، نجحت الشركة في شراء 20% من أسهم مجموعة Gateway storage scheme، مجموعة تدير كهوف تحت سطح البحر لتخزين الغاز.
في نوفمبر 2013، وقعت مجموعة بتروفاك مع شركة النفط الإيطالية بوناتي عقد مشروع مشترك لصالح شركة سوناطراك بقيمة 650 مليون دولار. ساهم هذا العقد في القيمة السوقية للشركة ومن تواجدها العالمي خصوصا في الجزائر بأفريقيا. في نوفمبر 2014، عانت الشركة من مشاكل مادية وأعلنت عن توقعها في إنخفاض أرباح عام 2015 بنسبة 25% على أقل تقدير بسبب عدم احتياج السوق الصيني ووفرة الإنتاج الأمريكي الأمر الذي تسبب في خفض سعر النفط.
```
في يناير 2021 ، أقر رئيس المبيعات العالمي السابق في شركة بتروفاك المحدودة ، التي تخدم صناعة الطاقة البريطانية ، بالذنب في التهم المتعلقة بالرشوة. أكد مكتب مكافحة الاحتيال الخطير أن ديفيد لوفكين عرض ودفع حوالي 3.3 مليار دولار للفوز بعقود الإمارات العربية المتحدة لشركة بتروفاك ، بين عامي 2012 و 2018. بالإضافة إلى ذلك ، تضمن الاعتراف بالذنب 11 تهمة أخرى بالرشوة ، حيث قدمت لوفكين عروضاً فاسدة للتأثير على منح العقود. أكثر من 3.5 مليار دولار في المملكة العربية السعودية ، وأكثر من 730 مليون دولار في العراق.
[
10
]
```

في أبريل 2024، أعلنت الشركة أن نتائجها المالية ستتأخر حتى نهاية مايو 2024، بسبب مناقشات التمويل الجارية، وفي غضون ذلك، سيتم تعليق أسهمها. تم الإعلان عن النتائج في 31 مايو 2024، ولكن بسبب مناقشات إعادة التمويل الجارية، ظلت الأسهم معلقة.

## أرقام
في عام 2019، أعلنت بتروفاك أنها حققت أرباحا قدرت بحوالي 5,530 مليون دولار، ودخل يقدر 409 مليون دولار. وصافي دخل يقدر بحوالي 66 مليون دولار. وأن عدد الموظفين بها وصل 11,500 موظف.

## مجلس الإدارة
يذكر الجدول التالي مجلس إدارة شركة بتروفاك وفقا لعام 2018:
| المنصب            | الإسم            |
| ----------------- | ---------------- |
| رئيس مجلس الإدارة | رينهارد فان تيتس |
| المدير التنفيذي   | أيمن أصفري       |
| المدير المالي     | اليستير كوكران   |
| مدير غير تنفيذي   | سارة أكبر        |

## الخدمات
تنقسم مجموعة بتروفاك إلى ثلاثة أقسام وهم:
- بتروفاك للهندسة والإنشاءات (E&C)
- بتروفاك لخدمات الهندسة والإنتاج (EPS)
- بتروفاك لخدمات الطاقة المتكاملة (IES)

## وصلات خارجية
- الصفحة الرئيسية للشركة

اليوتيوب
- صفحة بتروفاك الرسمية على موقع اليوتيوب.
- جولة داخل مكاتب بتروفاك الشارقة.
- جولة داخل بتروفاك أبو ظبي.
- جولة داخل بتروفاك الهند.